# V559 Андромеды
V559 Андромеды (лат. V559 Andromedae) — двойная затменная переменная звезда типа W Большой Медведицы (EW) в созвездии Андромеды на расстоянии (вычисленном из значения параллакса) приблизительно 6897 световых лет (около 2115 парсеков) от Солнца. Видимая звёздная величина звезды — от +16,2m до +16,05m. Орбитальный период — около 0,3471 суток (8,3299 часов).

## Характеристики
Первый компонент — жёлтая звезда спектрального класса G. Эффективная температура — около 5370 K.
Второй компонент — жёлтая звезда спектрального класса G.